# Pillarbox

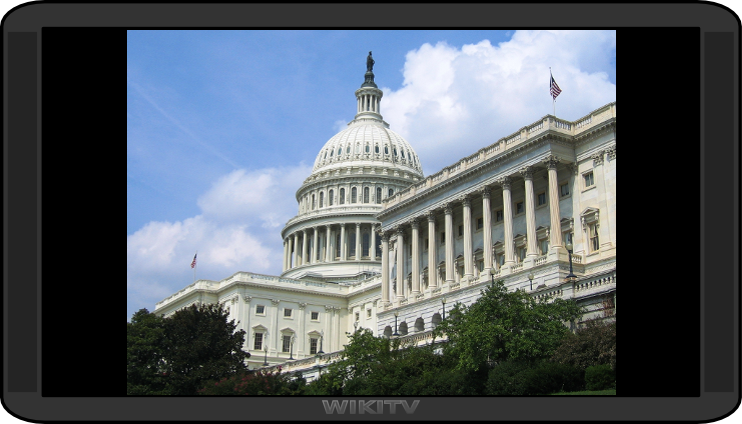
Imagen adaptada a una pantalla amplia con el proceso pillarbox.

El efecto pillarbox es un fenómeno o proceso  necesario cuando una  película o vídeo originalmente no diseñado para ser reproducido en una pantalla ancha o panorámica es mostrado en esta, o cuando una imagen rodada para pantalla panorámica es mostrada en una pantalla con un  formato aún más ancho, queriendo preservar siempre la relación de aspecto, y la imagen original de la película, utilizando barras laterales.

## Descripción y funcionamiento
Normalmente el efecto pillarbox se utiliza cuando se quiere insertar una imagen de formato 4:3 en una pantalla de 16:9 o de proporción 2.39:1, común en salas de cine. El material original es situado en medio de la pantalla ancha y como los formatos en general son más amplios, se deben añadir barras negras en las partes laterales de la imagen, llamadas "mattes", que formarán parte de ésta (es decir, de cada fotograma de la señal de vídeo) para así no modificar la imagen.
Algunos juegos arcade que tienen una larga proporción vertical y una corta proporción de ancho son expuestos con pillarbox incluso con televisiones de formato 4:3.
El fenómeno pillarbox es el equivalente vertical del letterbox (alternativa al pan and scan con la utilización de mattes superiores e inferiores), y es a menudo llamado  'letterboxing reverso' . El equivalente en las cuatro direcciones es llamado windowboxing, efecto causado cuando una imagen o vídeo es "pillarboxejada" y "letterboxejada" simultáneamente, utilizando por tanto mattes a las partes laterales y también a las inferiores y superiores.

## Alternativas
Para utilizar la totalidad de una pantalla completa de un monitor de pantalla ancha, y / o para evitar una decoloración permanente de un área de la pantalla (quemada reversa) en televisiones de plasma, la alternativa más simple al letterboxing es recortar la imagen directamente por arriba y por abajo. Esto, sin embargo, elimina una parte de la imagen que el productor había asumido como  zona segura, es decir como zona visible en la televisión. Esta situación se llama overscan, y puede no molestar al espectador, pero muchas veces puede cortar los títulos o créditos del canal o productora. Una tercera opción es estirar el vídeo o imagen para que se adecue a la pantalla, pero esto es muchas veces considerado inapropiado, ya que distorsiona severamente todo lo que vemos en pantalla. Del mismo modo, el equivalente vertical del "pan-and-scan" es llamado "tilt-and-scan" o "pan-and-scan reverso". Este, mueve la "ventana" recortada hacia arriba y hacia abajo, llenando la pantalla, pero también se utiliza en pocas ocasiones debido a la distorsión que genera.

## Pillarbox estilizado (TV)
Algunas cadenas de televisión con  canales de alta definición, cuando emiten programas que solo están disponibles en el aspecto 4:3 (definición estándar), utilizan el llamado "pillarboxing estilizado" , lo que significa que llenan en las áreas que quedarían en blanco (o donde estarían los mattes laterales) con su logotipo de HD o con grafismos en movimiento. El uso de gráficos garantiza a los espectadores que están viendo la versión HD de un canal, en lugar de su versión estándar, haciendo ver que ocupan toda la pantalla con una imagen de vídeo, en lugar de utilizar las barras negras.